# Кинохакатон
«Кинохакатон» — ежегодный форум молодых кинематографистов, проходящий в городе Екатеринбурге с 2013 года (традиционно — в первой декаде декабря).

## Идея и название
Как отмечает один из организаторов форума,

«Мы назвали свой форум „Кинохакатон“ — это компьютерный термин из лексикона хакеров, от слова „хак“ — то есть взлом, к которому мы добавили приставку „кино“. Это такой своеобразный мозговой штурм, попытка разобраться, как сегодня производить кино. Какое? Для какого зрителя? И как его потом продвигать? Ведь классическая модель, когда производство финансируется государством, сегодня не то чтобы не работает, но не должна являться основной. Нужно искать новые пути и подходы, в том числе в телевидении, в Интернете и так называемых новых медиа»
— Михаил Чурбанов, генеральный директор Свердловской киностудии

## Организаторы, место проведения
Организатором форума является Свердловская киностудия, на базе которой и проводится мероприятие. Примечательно, что первый форум состоялся в год 70-летия студии.
Столицей фестиваля считается город Екатеринбург.

## Формат мероприятия
В фестивале принимают участие представители различных регионов России и зарубежья. Особая роль отводится «питчингам», во время которых авторы защищают свой проект по выбранному направлению. К примеру, для форума 2015 года в качестве основных направлений были заявлены следующие: «анимация», «кинокомиксы», «кинопроекты», «телесериалы и ситкомы». Проекты, попавшие в шорт-лист в своей категории, подлежали презентации перед экспертами, а лучшие 15 должны были составить «персональный портфель» известных российских теле- и кинокомпаний. При этом, для пяти проектов, признанных «наиболее перспективными», была предусмотрена финансовая поддержка и возможность в 2016 году создать собственные «пилоты» на площадке Свердловской киностудии.
Помимо «марафона питчингов», программа форума включает в себя кинопросмотры, мастер-классы и мастерские и другие мероприятия.

## Программа

### 2013
Первый форум «Кинохакатон» проходил в Екатеринбурге с 6 по 7 декабря 2013 года.
В рамках мероприятия проводилось несколько мастер-классов, в том числе:
- «Новая среда обитания (New Media Space): метаморфозы медиа. Креативная экономика и роль креатива в новом коммуникационном гиперсвязанном мире» (Александр Шульгин)
- «Как успешно презентовать свой проект» (Дарья Гладышева)
- «Как довести свой проект до финала» (Андрей Хвостов)
- «Как успешно презентовать свой проект, если вам неожиданно удалось встретить инвестора, прогуливающегося по берегу океана» (Виталий Виноградов)[7]

### 2014
Второй форум «Кинохакатон» проводился в Екатеринбурге с 5 по 7 декабря 2014 года.
В рамках мероприятия состоялось несколько мастер-классов, в том числе:
- «Работа режиссёра с актером. Точная задача — точное решение» (Роман Качанов)
- «Что такое продукция?» (Федор Друзин)
- «Работа актеров над сценарием и на съемочной площадке» (Константин Малышев)
- «Прокатчик и зритель. Реалии кинопроката в России» (Андрей Терешок)
- «Кинопроекты и социальные медиа. Возможности и перспективы» (Евгений Царьков)
- «Авторское право и смежные права в киноиндустрии» (Анастасия Махнева)
- «Творчество против дисциплины: как получать результат, сохраняя команду» (Михаил Цыкарев)
- «Как продать свой проект сериала» (Василий Корвяков)[8]

### 2015
Третий форум «Кинохакатон» работал в Екатеринбурге с 11 по 13 декабря 2015 года.
Питчинги проектов проводились по следующим направлениям:
- Анимация
- Кинокомиксы
- Кинопроекты
- Телесериалы и ситкомы[2]

## Призёры и награды

### 2013
Призёрами первого «Кинохакатона» стали:
- шоу и сериал о Екатеринбурге «ЕКБ — live» (Главный приз)
- проект «про стендаперов „Мышара“» (2-е место, Екатеринбург)
- проект «Сашины аттракционы» (3-е место, Москва)[7]

Победителям предоставили сертификат «на 500 тысяч рублей и возможность поработать пять съемочных дней с полным технологическим сервисом» от Свердловской киностудии. Обладателем главного приза стал выпускник «Школы кино и медиа Свердловской киностудии» Константин Соловьёв.

### 2014
Призёрами второго форума «Кинохакатон» стали:
- фильм «Без различия» (Главный приз)
- проект «Легенда о Девочках» (2-е место, Самара)
- проект «Город пустых ценников» (3-е место, Уфа)[8]

Победители («молодая команда во главе с режиссёром Дамиром Мифтаховым») получили грант от Свердловской киностудии в размере полумиллиона рублей, а также инфоподдержку и телеэфир от канала «РБК-Екатеринбург». Кроме того, некоторые проекты были отмечены специальными призами от Молодежного центра Союза кинематографистов.